# Leopold Kronecker
Leopold Kronecker (ur. 7 grudnia 1823 w Legnicy, zm. 29 grudnia 1891 w Berlinie) – niemiecki matematyk i logik. Zajmował się teorią liczb, algebrą i analizą zespoloną, zwłaszcza teorią funkcji eliptycznych. Propagował arytmetyzację matematyki, którą chciał sprowadzić do arytmetyki liczb naturalnych. Występował przeciwko teoriom Karla Weierstrassa i Georga Cantora. Był prekursorem intuicjonizmu. Brat Hugona Kroneckera.

## Życiorys
Pochodził z rodziny żydowskiej, rodzice zapewnili mu staranne wykształcenie. Podczas nauki w gimnazjum jego talent matematyczny odkrył Eduard Kummer, który następnie udzielał mu prywatnych lekcji. W 1841 roku Kronecker podjął studia na uniwersytecie w Berlinie w zakresie matematyki, chemii, astronomii i meteorologii. Szczególnie jednak cenił i lubił astronomię i filozofię. W 1843 roku podjął pracę u boku Kummera na Uniwersytecie we Wrocławiu, gdzie zajmował się teorią liczb. Następnie wrócił do Legnicy, by zająć się prowadzeniem rodzinnych interesów. Firma, którą przejął po rodzinie matki, przyniosła takie dochody, że mógł przenieść się z rodziną do Berlina i ponownie oddać pracy naukowej.
Od roku 1883 członek Akademii Nauk w Berlinie i profesor Uniwersytetu Humboldta.